# Овсянниковская (Вельский район)
Овсяниковская — деревня в Вельском районе Архангельской области. Входит в состав Аргуновского сельского поселения (муниципальное образование «Аргуновское»).

## Географическое положение
Деревня расположена на правом берегу реки Вага, притока реки Северная Двина, влотную к трём другим населённым пунктам Аргуновского сельского поселения, деревням Палкинская, Лучинская и Покровская. Расстояние до административного центра поселения, посёлка Аргуновский, составляет 2,1 км по прямой, или 2,7 км пути на автотранспорте. Расстояние до железнодорожной станции в городе Вельск — 6,4 км (10,6 км).
Часовой пояс
Овсянниковская, как и вся Архангельская область, находится в часовой зоне МСК (московское время). Смещение применяемого времени относительно UTC составляет +3:00.

## Население
| 2002 | 2010 | 2012 | 2014 |
| ---- | ---- | ---- | ---- |
| 37   | ↗49  | ↘43  | ↗51  |

| Население                            | на 1 января 2010 года |
| ------------------------------------ | --------------------- |
| В возрасте до 16 лет                 | 7                     |
| Трудовые ресурсы (из них работающих) | 14 (14)               |
| Пенсионеры                           | 14                    |
| Всего                                | 35                    |
| Прибыло / выбыло (за год)            | 0 / 0                 |
| Родилось / умерло (за год)           | 0 / 0                 |

## Инфраструктура
Жилищный фонд деревни составляет 0,78 тыс. м². Объекты социальной сферы и торгового (выездного или стационарного) обслуживания населения на территории населённого пункта отсутствуют.

## История
Указана в «Списке населённых мест по сведениям 1859 года» в составе Вельского уезда Вологодской губернии как «Овсянниковская(Болотово)». Насчитывала 12 дворов, 50 мужчин и 60 женщин..
В материалах оценочно-статистического исследования земель Вельского уезда упомянуто, что в 1900 году в административном отношении деревня входила в состав Устьвельского сельского общества Устьвельской волости. На момент переписи в селении Овсянниковское(Болотово) находилось 22 хозяйства, в которых проживало 70 жителей мужского пола и 65 женского.